# Bigla
Bigla (en macédonien Бигла) est un village de l'est de la Macédoine du Nord, situé dans la municipalité de Deltchevo. Le village comptait 274 habitants en 2002.

## Démographie
Lors du recensement de 2002, le village comptait :
- Macédoniens : 272
- Serbes : 2